# Ficus coronulata
Ficus coronulata Miq. – gatunek rośliny z rodziny morwowatych (Moraceae Link). Występuje endemicznie w Australii – w stanie Australia Zachodnia oraz na Terytorium Północnym. 

## Morfologia
PokrójDrzewo dorastające do 15 m wysokości. Korona jest gęsta. Gałęzie często są zwisające.
LiścieUlistnienie jest naprzemianległe. Ich blaszka liściowa jest nieco szorstka i ma lancetowaty kształt. Mierzy 15–25 cm długości oraz 4–5 cm szerokości, o klinowej nasadzie, ma 20–30 par bocznych żyłek. Ogonek liściowy osiąga 2–4 cm długości. Przylistek dorasta do 1 cm długości.
KwiatyKwiaty męskie z 4 lub 5 działkami kielicha oraz 1 lub 2 pręcikami. Kwiaty żeńskie (zwane wyroślami) mają 5 działek kielicha, osadzone są na szypułkach.
OwoceSykonium o kulistym kształcie i nieco szorstkiej powierzchni, osiągają 1,3 cm średnicy. Ostiola rozciągają się powyżej korony o średnicy 3 mm i wysokości 2 mm. Listki ostioli mają trójkątny kształt i są frędzlowate na brzegu. Podsadki u podstawy mierzą do 2 mm długości. Szypułki dorastają do 2 cm długości.

## Biologia i ekologia
Rośnie wzdłuż cieków wodnych, na różnych rodzajach gleb.